# Adele aus der Ohe
Adele (Adelheit Johanne Auguste Hermine) aus der Ohe, née le 11 février 1861 à Hanovre et morte le 8 décembre 1937 à Berlin, est une pianiste et compositrice allemande. Ses compositions, dont sa Suite en mi majeur, ont été publiées par G. Schirmer.

## Biographie
Adele aus der Ohe est née à Hanovre. Elle étudie d’abord avec Theodor Kullak, où la pianiste et chroniqueuse américaine Amy Fay (en) l’écoute jouer. La décrivant comme « une petite fée d’un érudit, de dix ans », Fay écrit : « Je l’ai entendu jouer un concerto de Beethoven l’autre jour avec un accompagnement orchestral et une grande cadence par Moscheles, de manière absolument parfaite. Elle n’a jamais raté une note tout du long. ».
Adele aus der Ohe est un des enfants prodiges acceptés en tant qu’élève par Franz Liszt. Elle commence à étudier avec lui à l’âge de 12 ans et reste en sa compagnie pendant sept ans (1877-1884),. Le 23 décembre 1886, elle est la première à interpréter aux États-Unis le Concerto pour piano no 1 de Liszt au Steinway Hall de New York. Elle promeut la musique de Liszt pendant toute sa carrière. Richard Watson Gilder écrit un poème sur ses interprétations.
Adele aus der Ohe est également une amie de Tchaïkovski, dont elle joue le Concerto pour piano no 1 sous la direction du compositeur lors du concert inaugural du Carnegie Hall à New York. Elle interprète aussi le dernier concert à Saint-Pétersbourg, où la Symphonie no 6 « Pathétique » est créée. Elle s’installe aux États-Unis, où elle joue pendant douze saisons successives. Elle retourne en Allemagne en 1906 et meurt à Berlin en 1937.